# Crosslauf-Länderkampf der Frauen 1985 Italien – BR Deutschland – Großbritannien – Irland – Schweiz
| 2. Leichtathletik-Länderkampf mit bundesdeutscher Beteiligung 1985                          | 2. Leichtathletik-Länderkampf mit bundesdeutscher Beteiligung 1985 |
| ------------------------------------------------------------------------------------------- | ------------------------------------------------------------------ |
|                                                                                             |                                                                    |
| Crosslaufvergleich der Frauen: Italien – BR Deutschland – Großbritannien – Irland – Schweiz |                                                                    |
| Austragungsort                                                                              | Mailand                                                            |
| Wettbewerbe                                                                                 | 1                                                                  |
| Datum                                                                                       | 10. März                                                           |
| 1. ITA 2. IRL 3. GBR 4. SUI 5. FRG                                                          | Pzf.006 Pzf.008 Pzf.011 Pzf.014 Pzf.016                            |
| Chronik                                                                                     |                                                                    |
| ← ITA-FRG-IRL-POL-SUI 00Cross (M)                                                           | FRA-FRG-ITA-00 USA Ostküste (M) →                                  |

Im zweiten Vergleich des Länderkampfjahres 1985 bestritten die bundesdeutschen Leichtathletinnen wie die Männer ihren ersten Crosslauf-Länderkampf. Am 10. März traten sie in Mailand gegen vier Gegner an. Gastgeber Italien, Irland und die Schweiz waren auch im Crosslauf-Vergleich der Männer dabei. In der Begegnung der Frauen war Großbritannien anstelle von Polen am Start.

## Modus
Ausgetragen wurde ein Crosslauf über 4760 Meter. Jedes Team bestand aus zwei Läuferinnen, die alle mit ihrer Platzziffer in die Wertung kamen. Eine dritte deutsche Athletin, die nicht ins Ziel kam, war außer Konkurrenz mit im Rennen.

## Ergebnis
In der Einzelwertung lag eine Italienerin vorn. Dahinter folgten eine Irin, eine Britin und eine Schweizerin, während die beste bundesdeutsche Vertreterin erst auf Rang sieben zu finden war. So stellten die Italienerinnen mit Platzziffer sechs auch bei den Frauen das siegreiche Team. Knapp dahinter platzierte sich Irland mit Platzziffer acht auf Rang zwei vor Großbritannien (Pzf. elf). Die Schweiz (Pzf. vierzehn) wurde Vierter und die bundesdeutschen Crossläuferinnen (Pzf. sechzehn) mussten sich mit dem fünften und letzten Platz zufriedengeben.

## Legende
Kurze Übersicht zur Bedeutung der Symbolik – so üblicherweise auch in sonstigen Veröffentlichungen verwendet:
| DNF | nicht im Ziel (did not finish) |
| aK  | außer Konkurrenz               |

## Resultat

### Crosslauf, 4760 Meter
| Platz | Athlet           | Land | Zeit (h) |
| ----- | ---------------- | ---- | -------- |
| 01    | Agnese Possamai  | ITA  | 16:41    |
| 02    | Louise Grillen   | IRL  | 16:48    |
| 03    | Carol Haigh      | GBR  | 17:01    |
| 04    | Martine Oppliger | SUI  | 17:02    |
| 05    | Rita Marchisio   | ITA  | 17:05    |
| 06    | Ann Hilliard     | IRL  | 17:17    |
| 07    | Astrid Schmidt   | FRG  | 17:28    |
| 08    | W. Lodge         | GBR  | 17:50    |
| 09    | Christina Mai    | FRG  | 17:52    |
| 10    | Maria Naver      | SUI  | 17:56    |
| DNF   | Sabine Kunkel    | FRG  | aK       |